# 6lack
小里卡多·瓦尔德斯·瓦伦丁（英語：Ricardo Valdez Valentine, Jr.，1992年6月24日—），美国歌手、饶舌歌手与词曲作家，艺名6lack（风格化为6LACK；发音同“Black”）。

## 演藝生涯
2016年11月，6lack发布了首张专辑《Free 6lack》，其中的单曲“Prblms”为他在初期赢得了认可。2018年9月，6lack发布了第二张专辑《East Atlanta Love Letter 》，其最高登至Billboard二百强专辑榜第三名。6lack目前签约于LoveRenaissance与新視鏡唱片，也是Spillage Village——由EarthGang和JID创立的音乐团体的成员之一。